# Chiesa di Sant’Antonio Abate (Faggeto Lario)
La chiesa di Sant'Antonio Abate è un edificio di culto cattolico situato a Molina, nel territorio comunale di Faggeto Lario, in provincia di Como. La chiesa è sede della parrocchia locale.

## Storia
Venne costruita nel Seicento, sulla base di una precedente chiesa romanica. Elementi riconducibili all'architettura romanica si trovano ancora nella parte inferiore del campanile . L'aspetto attuale della chiesa si deve invece a radicali interventi architettonici avvenuti tra il XVII e il XVIII secolo.
Al 1619 risale la prima attestazione della chiesa di Sant'Antonio come parrocchiale di Molina: in precedenza, tale dignità spettava alla chiesa di Santa Margherita.